# Jan Winiecki
Jan Stanisław Winiecki (ur. 21 czerwca 1938 w Sopocie, zm. 7 czerwca 2016 w Warszawie) – polski ekonomista, doktor habilitowany nauk ekonomicznych, nauczyciel akademicki, członek Rady Polityki Pieniężnej w kadencji 2010–2016.

## Życiorys
Ukończył studia na Wydziale Handlu Zagranicznego Szkoły Głównej Planowania i Statystyki. Na Wydziale Prawa i Administracji Uniwersytetu Warszawskiego uzyskał w 1971 stopień doktora, a w 1978 habilitował się w zakresie międzynarodowej ekonomii politycznej. Specjalizował się w komparatystyce systemowej, makroekonomii oraz międzynarodowych stosunkach gospodarczych.
Od 1964 do 1982 należał do PZPR, z której wystąpił w okresie stanu wojennego. Był zatrudniony na stanowisku kierownika Zakładu Polityki Gospodarczej Centrum Informacji Naukowej Technicznej i Ekonomicznej (1971–1973), następnie w Polskim Instytucie Spraw Międzynarodowych (do 1982) i w Polskiej Akademii Nauk, skąd został w 1984 zwolniony z uwagi na współpracę z „Solidarnością”. Był doradcą ekonomicznym NSZZ „S”, a od 1985 pracownikiem naukowym w Instytucie Pracy i Spraw Socjalnych. W drugiej połowie lat 80. prowadził także wykłady na Katolickim Uniwersytecie Lubelskim.
W 1990 należał do założycieli i do 1995 pełnił funkcję prezesa Centrum im. Adama Smitha. Był doradcą prezydenta RP Lecha Wałęsy, a także dyrektorem wykonawczym Europejskiego Banku Odbudowy i Rozwoju. Od 1994 do 2003 zajmował stanowisko profesora i kierownika Katedry Ekonomii na Europejskim Uniwersytecie Viadrina we Frankfurcie nad Odrą. Zasiadał w radzie politycznej Ruchu Stu. W wyborach parlamentarnych w 1997 bez powodzenia ubiegał się o mandat senatora z ramienia Unii Prawicy Rzeczypospolitej w okręgu krakowskim.
Był dziekanem Wydziału Ekonomii Wyższej Szkoły Informatyki w Łodzi, a także profesorem tej uczelni oraz Wyższej Szkoły Informatyki i Zarządzania w Rzeszowie. Prowadził wykłady m.in. w Wyższej Szkole Europejskiej im. ks. Józefa Tischnera w Krakowie.
W 2004 był kandydatem posłów Platformy Obywatelskiej do Rady Polityki Pieniężnej. Publikował felietony w różnych czasopismach. W 2007 w jednym z nich kwestionował kompetencje Sławomira Skrzypka do zajmowania stanowiska prezesa NBP. Ten ostatni skierował przeciwko niemu prywatny akt oskarżenia o zniesławienie. W sierpniu 2009 sąd rejonowy w Poznaniu skazał Jana Winieckiego na karę grzywny. Przedmiotowy wyrok został uchylony do ponownego rozpoznania w styczniu 2010 decyzją Sądu Okręgowego w Poznaniu. W lipcu 2012 w pierwszej instancji wobec Jana Winieckiego ponownie zapadł nieprawomocny wyrok skazujący go na grzywnę. W wyniku postępowania odwoławczego w lutym 2013 wyrok ten został uchylony, a postępowanie karne prawomocnie umorzone z uwagi na znikomą społeczną szkodliwość czynu.
13 stycznia 2010 Senat (z rekomendacji senatorów Platformy Obywatelskiej) powołał go w skład Rady Polityki Pieniężnej na okres sześcioletniej kadencji.

## Wybrane publikacje
- Ekonomiczne instrumenty polityki zagranicznej we współczesnych stosunkach międzynarodowych, PISM, Warszawa 1975.
- Ewolucja programów pomocy technicznej ONZ oraz ich struktura instytucjonalna. Zagadnienia prawne, PISM, Warszawa 1971.
- Gorbachev’s way out? A proposal to ease change in the Soviet system by buying out the privileges of the ruling stratum, The Centre for Research into Communist Economies, Londyn 1988.
- Gospodarka bez ekonoma (red.), Polskie Wydawnictwa Profesjonalne, Warszawa 2006.
- Import technologii a handel zagraniczny w krajach socjalistycznych. Perspektywy lat osiemdziesiątych i dziewięćdziesiątych, CINTE, Warszawa 1987.
- Instytucjonalne bariery rozwoju gospodarczego. Polska niezakończona transformacja (red.), CAS, Warszawa 1996.
- Intelektualna odyseja teorii ekonomii w XX wieku. Powrót do porzuconej idei rynków, prywatnej własności i wolności gospodarczej, CAS, Warszawa 1996.
- Konkurencyjność polskiej gospodarki. Eksport, bilans płatniczy, polityka kursowa (red.), TEP, Warszawa 1998.
- Kryzys Globalny. Początek, czy koniec? (red.), Regan Press, Gdańsk 2009.
- Perspektywy przedsiębiorstw międzynarodowych w gospodarce światowej, PISM, Warszawa 1983.
- Polemiki w drodze (do kapitalizmu). Wybór komentarzy, polemik i wywiadów z lat dziewięćdziesiątych, C.H. Beck, Warszawa 2001.
- Polski program przejścia w połowie 1991 roku: zagrożenia dla stabilizacji, Fundacja im. Stefana Batorego, Warszawa 1991.
- Privatization in Poland: a comparative perspective, J.C.B. Mohr, Tybinga 1992.
- Źródła inflacji w gospodarce rynkowej i w gospodarce planowej, PWN, Warszawa 1996.

## Odznaczenia i wyróżnienia
- Nagroda Kisiela (1992)
- Tytuł doctora honoris causa Uniwersytetu Gdańskiego (2001)[16]
- Odznaka Honorowa „Bene Merito” (2012)[17]
- Odznaka honorowa „Za zasługi dla bankowości Rzeczypospolitej Polskiej” (2016)[18]